# 타지키스탄 하이어 리그
타지키스탄 하이어 리그(Лигаи Олии Тоҷикистон)는 타지키스탄의 최상위 축구 리그로 현재 12개팀이 참가하고 있다.

## 리그 방식
리그 우승팀에게는 AFC 챔피언스리그 투 본선 진출권이, 타지키스탄컵 우승팀에게는 AFC 챔피언스리그 투 플레이오프 진출권이 주어지며 11위팀은 승강 플레이오프 진출, 12위팀은 타지키스탄 퍼스트 리그로 강등된다.

## 2024 시즌 클럽팀
- CSKA 포미르 두샨베
- 에네르제티크 두샨베
- FK 이스트라브샨
- FC 이스티클롤
- 하이르 바흐다트 FK
- FK 후잔트
- 파르보즈 보보존 가푸로프
- 라프샨 쿨로프
- 레가르 타다즈 투르순조다
- 바흐쉬 쿠르곤텝파